# Tang Bin
Tang Bin (xinès: 唐宾)  (Fengcheng, 25 d'abril de 1986) és una remadora xinesa, ja retirada, que va competir durant les dècades del 2000 i 2010.
El 2008 va prendre part en els Jocs Olímpics d'Estiu de Pequín, on va guanyar la medalla d'or en la prova del quàdruple scull del programa de rem. Va formar equip amb Xi Aihua, Jin Ziwei i Zhang Yangyang. Quatre anys més tard, als Jocs de Londres, fou cinquena en la mateixa prova.
En el seu palmarès també destaca una medalla de bronze al Campionat del món de rem de 2007.